# 43 Геркулеса
43 Геркулеса (лат. 43 Herculis), i Геркулеса (лат. i Herculis), 17 Змееносца (лат. 17 Ophiuchi), HD 151217 — кратная звезда в созвездии Геркулеса на расстоянии приблизительно 414 световых лет (около 127 парсек) от Солнца.

## Характеристики
Первый компонент (WDS J16458+0835A) — оранжевый гигант спектрального класса K5III, или K2. Видимая звёздная величина звезды — +5,161m. Масса — около 1,746 солнечной, радиус — около 43,804 солнечных, светимость — около 343,656 солнечных. Эффективная температура — около 3927 K.
Второй компонент — коричневый карлик. Масса — около 19,13 юпитерианских. Удалён в среднем на 1,746 а.е..
Третий компонент (BD+08 3270) — оранжевая звезда спектрального класса K0. Видимая звёздная величина звезды — +9,29m. Радиус — около 10,66 солнечных, светимость — около 48,806 солнечных. Эффективная температура — около 4673 K. Удалён на 84,1 угловых секунд.
Четвёртый компонент (BD+08 3271C) — жёлто-оранжевая звезда спектрального класса K-G. Видимая звёздная величина звезды — +12,38m. Радиус — около 9,54 солнечных, светимость — около 49,401 солнечных. Эффективная температура — около 4954 K. Удалён от третьего компонента на 96,9 угловых секунд.